# Турако чорнодзьобий
Турако чорнодзьобий (Tauraco schuettii) — вид птахів родини туракових (Musophagidae).

## Поширення
Вид поширений в тропічних лісах Центральної Африки від Республіки Конго на схід до Кенії та від ЦАР на південь до Анголи.

## Опис
Птах середнього розміру, завдовжки до 40 см. Вага — 200—270 г. Оперення зеленого кольору. Крила, задня частина спини та хвіст темнішого блакитно-зеленого забарвлення. Першорядні махові пера крил — червоного кольору, її можна побачити лише у польоті. На голові є еректильний гребінь зеленого кольору з білим краєчком. Навколо очей є червоне кільце, яке обведене двома білими лініями (нижня довша). Дзьоб короткий, але міцний, гачкуватий, чорного кольору.

## Спосіб життя
Трапляється парами або невеликими групами до 30 птахів. Проводить більшу частину свого часу серед гілок дерев, хоча може регулярно спускатися на землю, щоб попити. Живиться плодами, квітами, насінням, рідше комахами. Сезон розмноження починається з сезоном дощів. Гніздо будує серед гілок високого дерева. У кладці 2-3 яйця. Інкубація триває близько 22-23 дні.

## Підвиди
- T. s. schuettii (Cabanis, 1879) — займає західну частину ареалу.
- T. s. emini (Reichenow, 1893) — займає східну частину.